# Cargadores a Indias

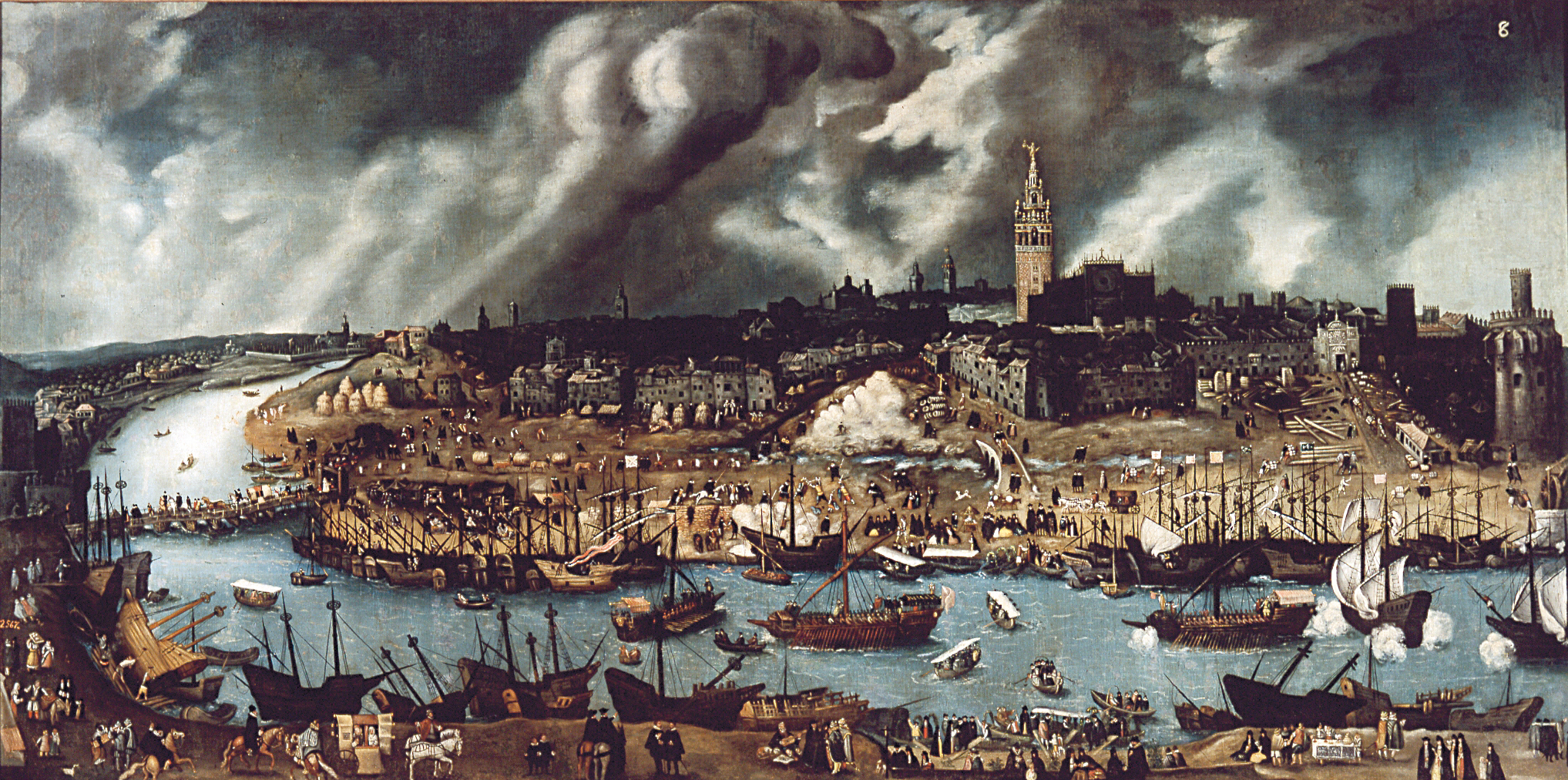
"Vista de Sevilla en el siglo XVI", atribuido a Alonso Sánchez Coello. Museo de América. Madrid.

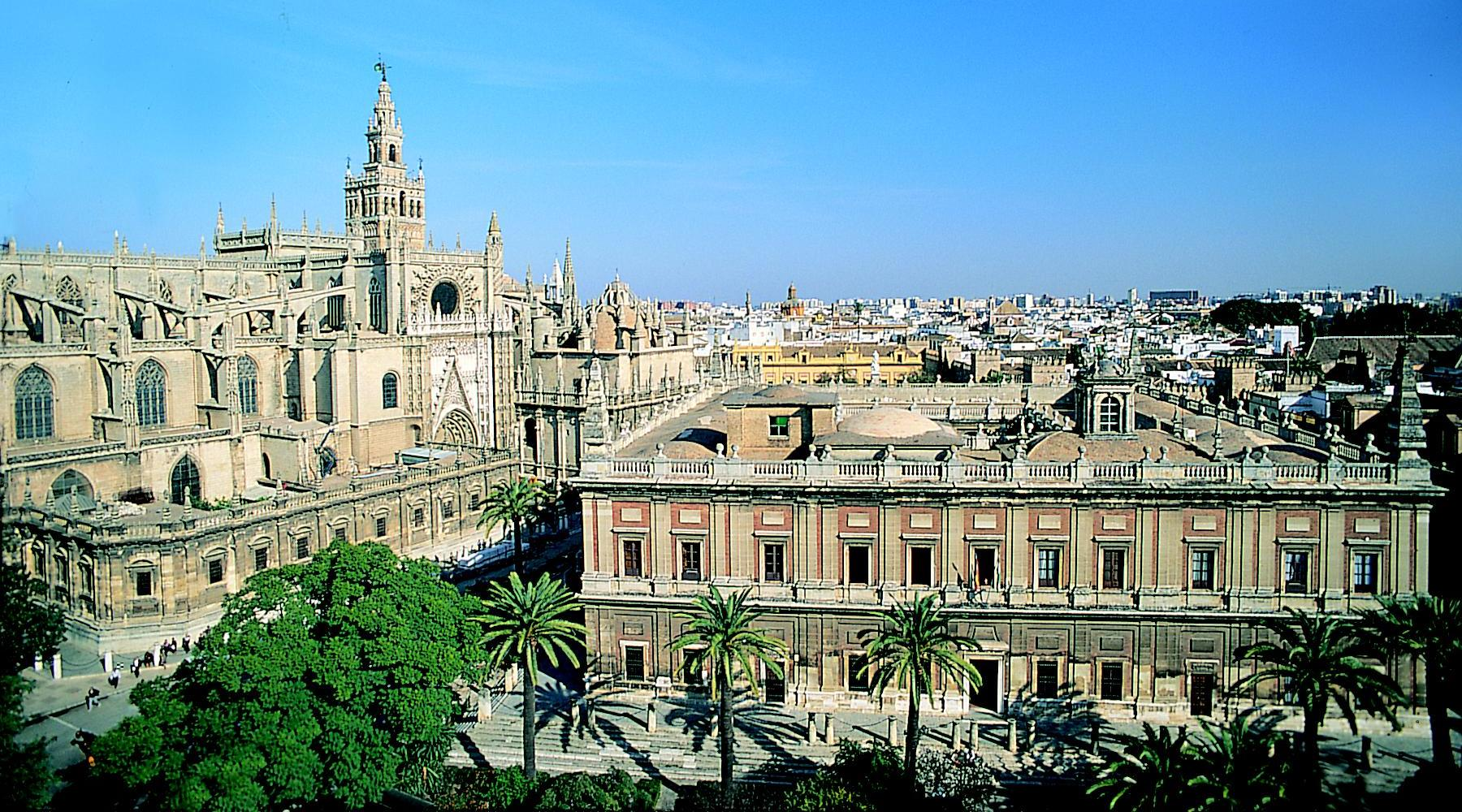
La Catedral y la Casa Lonja de Sevilla. El segundo edificio fue sede del Consulado de Cargadores y en la actualidad es el Archivo General de Indias.

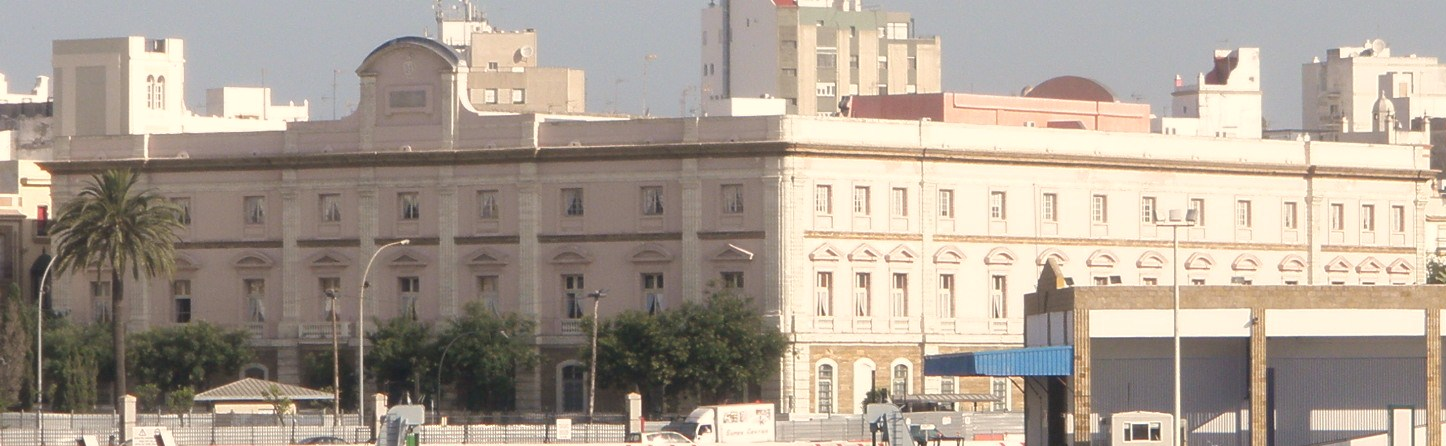
Palacio de la Aduana de Cádiz, actual sede de la Diputación Provincial de Cádiz.

Los cargadores a Indias es el nombre con el que históricamente se definió a los "negociantes" o "mayoristas" que embarcaban productos y materias primas a gran escala en la Carrera de Indias, diferenciándose de los "comerciantes" o "mercaderes" a pequeña escala y de los "tenderos", los cuales no tenían permitido embarcar sus productos por la Casa de la Contratación de Indias. Su nombre se deriva del acto de "cargar" los productos y mercaderías en los barcos de la Flota de Indias.

## Historia
En 1503 se creó la Casa de Contratación de Indias, con sede en Sevilla, estableciendo un asiento o monopolio para el comercio con América. En 1547 se creó el Real Consulado de Cargadores a Indias, con el objeto de organizar a los cargadores y resolver asuntos civiles y juicios mercantiles. Su sede se estableció en la Casa Lonja, finalizada en 1598, asimismo sede de la Casa de Contratación. Los mercaderes, en cambio, realizaban sus negocios en las gradas de la catedral.
Desde sus inicios, la dificultad de ingresar los grandes barcos al puerto de fluvial de Sevilla obligó a la habilitación del puerto de Sanlúcar de Barrameda para el cargamento de los productos, habilitación que también consiguió el puerto de Cádiz, con la obligación de enviar los registros de los cargamentos a la Casa de la Contratación de Sevilla. Para finales del siglo XVII, la mayoría de los cargamentos se realizaban en Cádiz, provocando que en 1717 se optara por el traslado de la Casa de Contratación y el propio Real Consulado de Cargadores a dicha ciudad, desalojando la Casa Lonja de Sevilla y ocupando el palacio que actualmente ocupa la Diputación Provincial de Cádiz. 
El monopolio gaditano de la Carrera de Indias finalizó el año de 1778 con el decreto del Libre Comercio de España e Indias pronunciado por el rey Carlos III, trayendo consigo la extinción de la Casa de la Contratación. A pesar de ello, Cádiz mantuvo más del cincuenta por ciento de la actividad transatlántica hasta el año de 1796 cuando el Bloqueo de Cádiz por parte de la armada inglesa provocó la dispersión casi absoluta de sus cargadores a otros puertos de la Península y América. La actividad de los cargadores llegó a su fin con los procesos de independencia de los territorios americanos, manteniéndose tan sólo una escasa continuidad con Cuba hasta la pérdida del dominio español sobre ella tras la Guerra hispano-estadounidense de 1898.

## Palacios y torres de los cargadores
Desde la segunda mitad del siglo XVI y a lo largo de todo el siglo XVII muchos cargadores a Indias se construyeron grandes viviendas en Sevilla, cuidando tanto el interior como el exterior.
En los siglos XVII y XVIII se construyeron numeras casas palacio y torres por parte de los cargadores a Indias en Cádiz, Sanlúcar de Barrameda y El Puerto de Santa María (llamada la Ciudad de los Cien Palacios), dejando constancia de la importancia económica y política de dichas actividades, así como de la necesidad de establecer la vigilancia, a través de sus torres, las cuales componen hasta el día el paisaje de la Bahía de Cádiz.